# Dolnik (Silésie)
Pour les articles homonymes, voir Dolnik.
Dolnik (prononciation : [ˈdɔlnik]) est une localité polonaise de la gmina de Koszęcin, située dans le powiat de Lubliniec en voïvodie de Silésie,.